# إسفغنون جنوبي
إسفغنون جنوبي (الاسم العلمي:Sphagnum australe) هو نوع من النباتات يتبع جنس الإسفغنون من الفصيلة الإسفغنونية.